# Pogrom de Barcelona

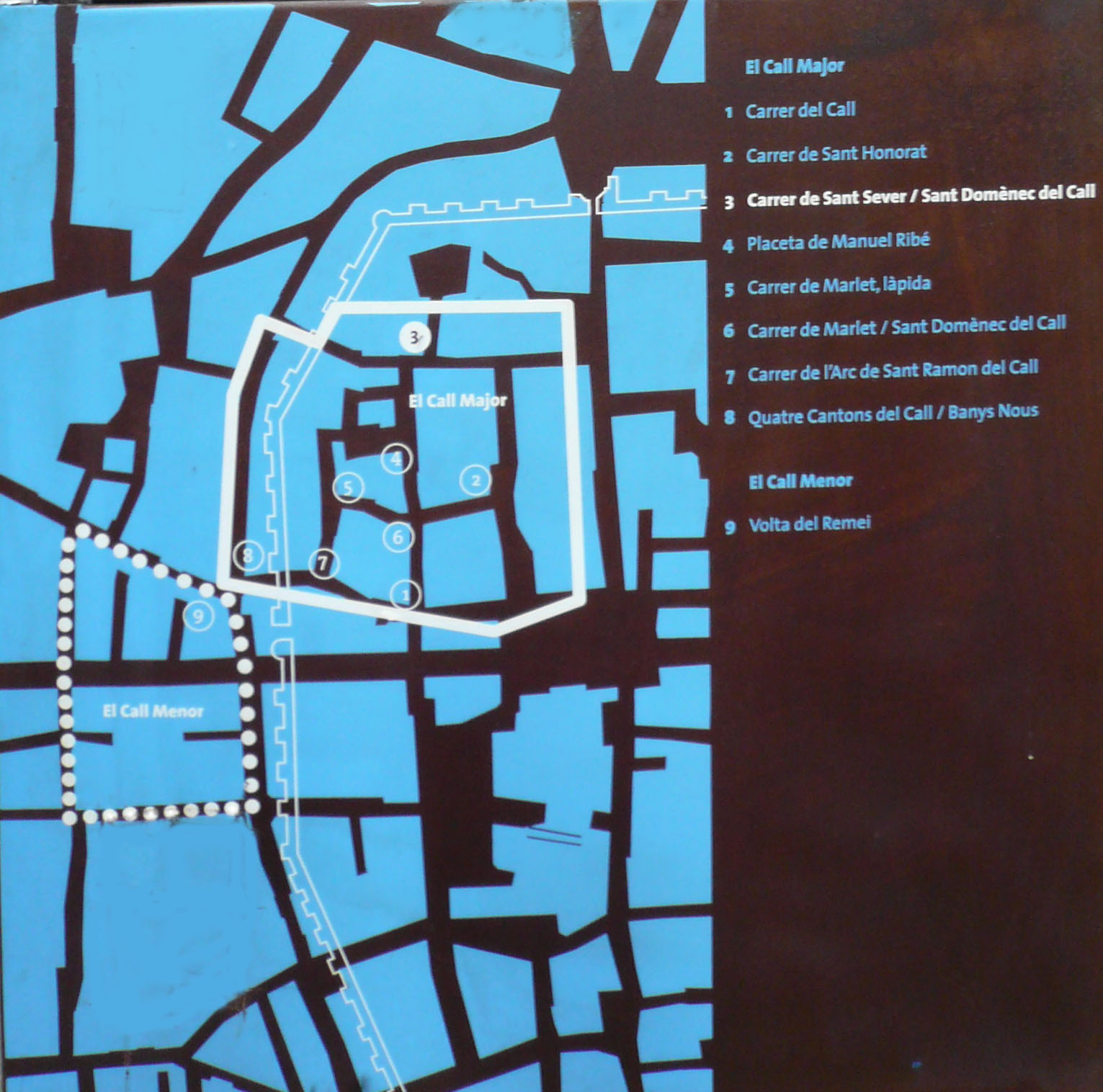
Situació del call superposat als carrers actuals (la plaça del centre a la dreta és la plaça de Sant Jaume).

El pogrom de Barcelona del 1391 fou un assalt al Call de la ciutat de Barcelona, instigat per l'arribada de notícies de l'assalt al call jueu de Mallorca, entre el 5 i 8 d'agost del 1391 i que acabà amb la matança indiscriminada de ciutadans jueus si no acceptaven convertir-se al cristianisme. La violència fou tan gran que va destruir pràcticament el call. Hi perderen la vida assassinades més de 300 persones.

## Antecedents
La destrucció del call de Barcelona cal situar-la en un context de crisi a l'època medieval baixa, el qual serví d'excusa per exacerbar un antisemitisme ja latent en les societats cristianes. En el discurs públic religiós cada cop es generalitzava més la idea d'eliminar per sempre més el col·lectiu jueu dins de la civilització cristiana.
Aquell any 1391 ja s'havien produït a la península dos assalts sonats que incitaren els ànims a Barcelona. El 4 de juny la turba havia destruït per complet la jueria de Sevilla, fet que significà el tret de sortida per l'assassinat en massa de jueus a les ciutats del regne de Castella. I el 9 de juliol la fúria popular va saquejar el call de València fins que la majoria dels seus habitants accediren a passar-se al cristianisme.
Vista la violència creixent de la gent, el 17 de juliol el Consell de Cent va decidir de tenir a punt mil homes armats per protegir el call barceloní i els oficials reials de qualsevol atac. Fins i tot els dies 22, 23 i 25 diversos ciutadans honrats, comerciants i menestrals armats van fer guàrdia davant de la casa de la ciutat. El dia 2 d'agost es va assaltar el call de Ciutat de Mallorca, i aquest fou el detonant del pogrom barceloní.

## L'assalt al call

### Primer assalt
El primer avalot es va iniciar el dissabte 5 d'agost al barri de la Ribera perquè un vaixell acabava de portar la notícia de la destrucció del call de la Ciutat de Mallorca. Aleshores es va generar un tumult espontani que es dirigí al call de la ciutat per obligar els jueus a convertir-se al cristianisme. A la placeta de Sant Jaume, l'entrada principal, calaren foc a la porta de fusta i entraren en tromba al barri i calaren foc en molts punts. Els cristians van forçar les famílies jueves que hi trobaren a seguir-los fins a les esglésies, per tal de convertir-los. La majoria va poder refugiar-se al Castell Nou, però com a mínim un centenar que s'hi van negar foren simplement assassinats. Guàrdies armats van dispersar els avalotadors del Call Major i al Call Menor.

### Segon assalt
Tot i la calma del diumenge, la situació revifaria. El dilluns 7 d'agost, al migdia, el veguer i els prohoms de la ciutat anaven a penjar uns quants delinqüents castellans (culpables d'assassinat, furt i incendi). En el moment d'executar la sentència va esclatar una batalla campal a les places del Blat i de les Cols i llurs voltants entre el populatxo i l'oligarquia allí reunida. Els primers cridaven "Los grossos volen destruir los menuts" o "Muyra tothom e viva lo poble e lo Rey" i feriren diversos dels segons. Els presos foren alliberats, l'escrivania del batlle fou cremada, i tot seguit el tumult de gent es va dirigir a la casa de la ciutat a on van ocupar la sala del Consell i proclamaren l'abolició dels impostos, al mateix temps que feien sonar la campana del sagramental per mobilitzar la ciutat.
En el batibull hi era també Ponç d'Alcalà, un dels algutzirs del governador, que va proposar dirigir-se altre cop contra els jueus. Aquests estaven refugiats encara al Castell Nou, per això l'edifici fou assetjat la resta de la tarda i la nit patint el tir de les ballestes i els viratons de la gent. Finalment, el matí del dia 8 els jueus, aterrits, obriren les portes declarant llur voluntat de rebre el baptisme i abjurar de llur religió: unes 3.000 persones foren batejades a la força, i les indecises se les va segrestar en cases particulars i religioses per evangelitzar-los. Malgrat tot, unes 300 persones es reafirmaren en la seva fe jueva, foren assassinades i llençades als pous i les cisternes del call. A més a més es va intentar transformar la sinagoga principal en una capella dedicada a Sant Domènec (la festivitat del qual s'havia celebrat el dia 5).

## Conseqüències
El cementiri de Montjuïc de la comunitat jueva medieval de Barcelona, documentat com a mínim des del segle ix fins al segle xiv fou abandonat el 1391.
Més o menys restablerta la normalitat, durant els mesos següents el rei Joan no va voler rebre cap ambaixada de ciutat mentre en aquesta hi hagués menestrals.
El 6 de desembre el Camarlenc reial Ramon Alemany de Cervelló va prendre els carrers de la ciutat amb 200 cavallers. El 13 va construir forques a la plaça Nova, a la del Blat i a la de Santa Anna, i durant les setmanes següents s'hi van executar 33 persones, declarades culpables dels assalts de l'agost. A més el 27 de gener el procurador fiscal va presentar fins a 770 denúncies contra altres persones implicades en els dos assalts, i els exigia una indemnització de 10 milions de sous barcelonins.
El 1392 es van dictar mesures que obriren el call als cristians i finalment el 1401 es va acabar prohibint el restabliment de la comunitat jueva a Barcelona, i a qualsevol viatjant jueu se li imposà un límit de quinze dies per residir a la ciutat.

## L'ideari dels cristians violents
La destrucció del call de Barcelona va ser la conseqüència d'una revolta amb diverses motivacions profundes i complexes. La desaparició dels jueus només n'era una, pròpia d'una societat fanatitzada per la proximitat de la fi del segle. Hom profetitzava la fi del món i, amb ella, la conversió de tots els jueus i musulmans a la "veritable" religió cristiana.
Però a l'element antisemita cal afegir que també l'ideal radical d'una religió espiritual: Creien que amb la universalitat del cristianisme ja no caldrien ni els sagraments ni les esglésies; i que ja no hi hauria ni pobres ni rics. Les confuses demandes revolucionàries que van sonar a Barcelona anaven des de la rebaixa d'impostos, l'ocupació de la casa de la ciutat, l'exigència que tant clergues com els altres privilegiats paguessin impostos, l'equilibri de les talles en proporció a la riquesa personal... Tot sota el constant rumor d'assaltar i assassinar aquest cop els patricis urbans.